# Tourière
 (avril 2021).
Si vous disposez d'ouvrages ou d'articles de référence ou si vous connaissez des sites web de qualité traitant du thème abordé ici, merci de compléter l'article en donnant les références utiles à sa vérifiabilité et en les liant à la section « Notes et références ».

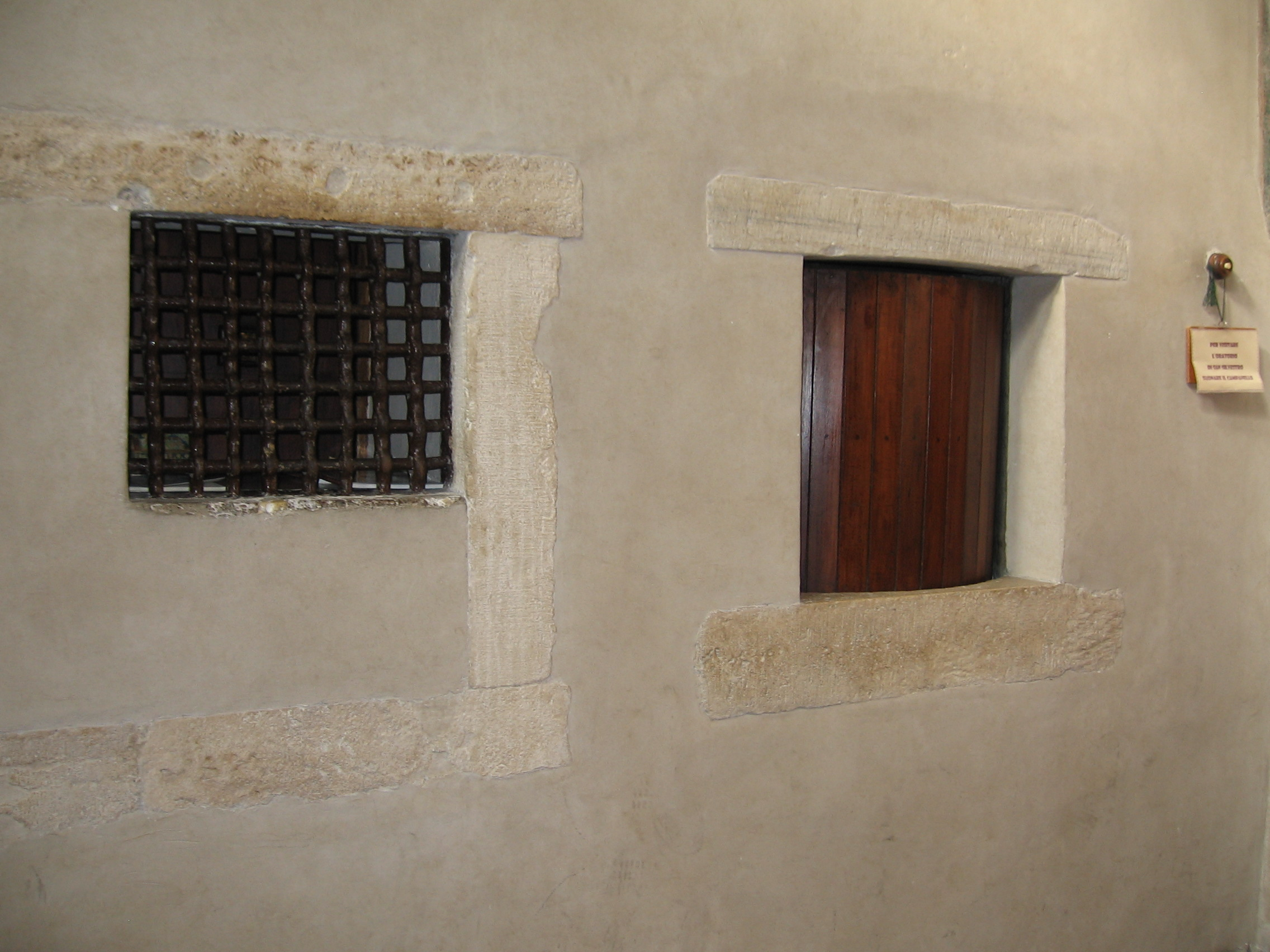
Le tour du parloir d'un couvent de sœurs cloîtrées (au centre).

Une sœur tourière (ou simplement appelée tourière) est une religieuse qui, dans un couvent de religieuses contemplatives strictement cloîtrées, telles les carmélites et clarisses, est responsable de toutes les relations avec le monde extérieur, que ce soit le ravitaillement du couvent, les contacts administratifs avec l'extérieur, ou la réception des visiteurs et parents. 
Elle est appelée tourière car elle est responsable du tour, le meuble circulaire et rotatif qui, dans le parloir du couvent, permet de faire passer des objets du monde extérieur à la zone cloîtrée du couvent.